# هشام المصري
هشام المصري هو سباح سوري، ولد في 27 فبراير 1973.

## وصلات خارجية
- هشام المصري على موقع الاتحاد الدولي للسباحة (الإنجليزية)
- هشام المصري على موقع أوليمبيديا (الإنجليزية)